# Косистый
Коси́стый — остров архипелага Северная Земля. Административно относится к Таймырскому Долгано-Ненецкому району Красноярского края.
Расположен в центральной части архипелага у северного побережья острова Октябрьской Революции. Вместе с лежащим напротив него в двух километрах к западу островом Ближним образуют небольшой залив — бухту Островную, вместе с лежащим в 3,5 километрах к востоку мысом Сапог — бухту Раздолье.
Имеет вытянутую с юга на север форму длиной 2,1 километра и шириной до 700 метров в центральной части. Берега пологие, существенных возвышенностей остров не имеет. Озёр и рек нет.